# Nationale Fahrradroute 3 (Norwegen)

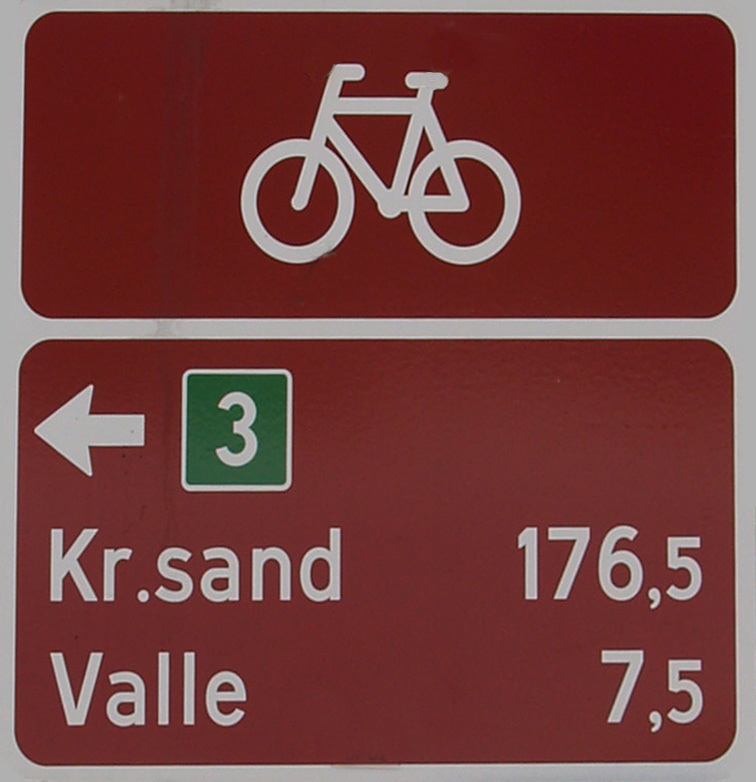
Hinweistafel im Setesdal

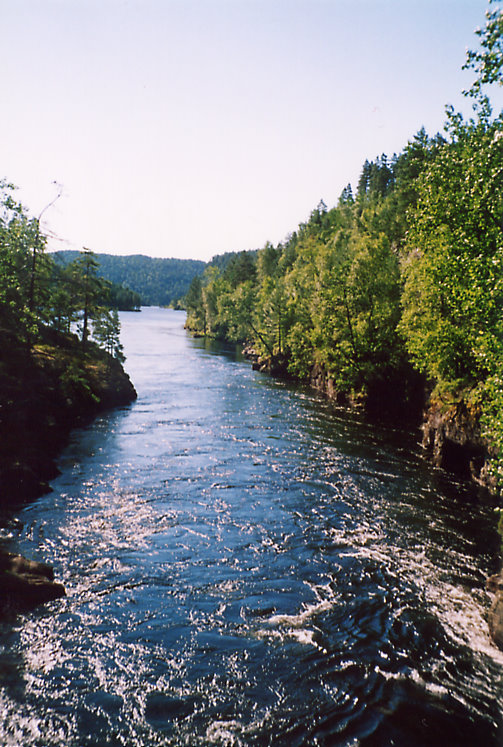
Der Radweg verläuft von Kristiansand bis zu den Byklestigen entlang der Otra

Die Nationale Fahrradroute 3 (Norwegen) ist eine von neun Radfernwegen in Norwegen. Die Route ist von Kristiansand bis Haukeli beschildert (rotes, quadratisches Schild mit weißem Fahrrad, darunter in einem grünen Feld die weiße Nummer 3).

## Routenverlauf
- Kristiansand (Anschluss Route 1)
- Evje
- Setesdal
- Valle (Anschluss Route 2)
- Haukeligrend
- Røldal
- Odda
- Kvanndal (bis Dragsvik parallel zur Route 6)
- Voss
- Dragsvik
- Ålesund (Anschluss Route 1)